# Oczko polodowcowe

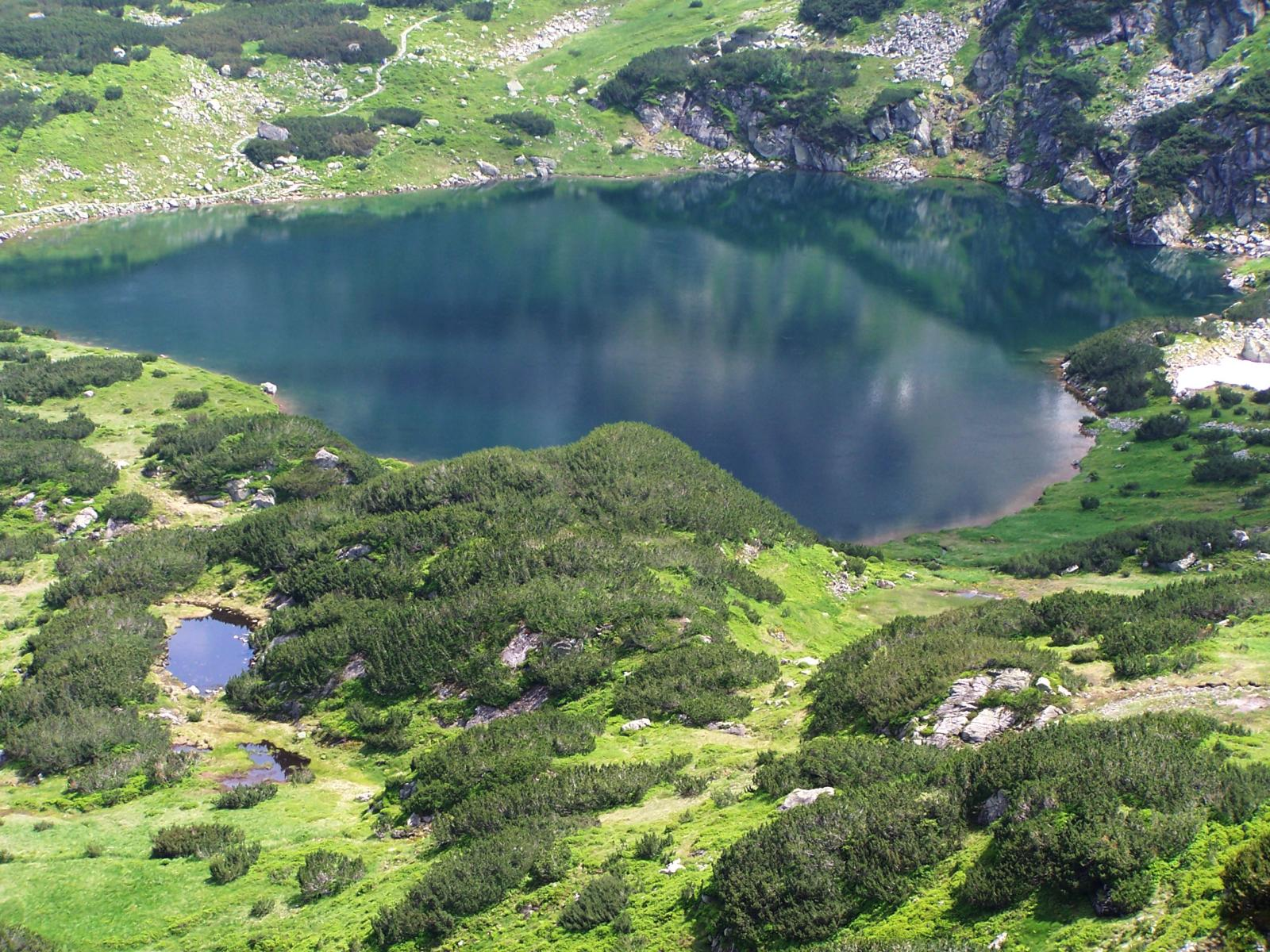
Poniżej dużego jeziora cyrkowego (Zielony Staw Gąsienicowy) mały Kotlinowy Stawek – przykład oczka polodowcowego

Oczko polodowcowe, oczko wytopiskowe – małe, przeważnie okrągłe jezioro, powstałe w zagłębieniach po wytopieniu się brył martwego lodu. Często spotykane na obszarach ostatniego zlodowacenia. Przykładem może być Kotlinowy Stawek w Dolinie Gąsienicowej w Tatrach.
Rodzaj jeziora wytopiskowego.